# Grand Prix automobile de Singapour 2022
GP précédent GP suivant
Le Grand Prix automobile de Singapour 2022 (Formula 1 Singapore Airlines Singapore Grand Prix 2022) disputé le 2 octobre 2022 sur le circuit urbain de Singapour, est la 1074e épreuve du championnat du monde de Formule 1 courue depuis 1950. Il s'agit de la treizième édition du Grand Prix de Singapour comptant pour le championnat du monde de Formule 1 et la dix-septième manche du championnat 2022.  Depuis la première édition de ce Grand Prix en 2008, les essais libres 2, les qualifications et la course ont lieu en nocturne. Le Grand Prix singapourien fait son retour au calendrier après deux annulations dans le contexte de la crise sanitaire mondiale provoquée par le Covid-19.
Après une averse qui a perturbé la troisième séance d'essais libres, les pilotes roulent encore en pneus intermédiaires lors des deux premières phases des qualifications ; la piste s'asséchant, tous chaussent les pneus tendres pour la Q3. Pour trouver de l'adhérence et amener les gommes à bonne température sur un tracé qui s'améliore au fur et à mesure, ils enchaînent les tours durant les douze minutes allouées, sans passer par les stands. Dans cette unique et longue séquence, alors que Lewis Hamilton semble en mesure d'obtenir son premier départ en tête de la saison, Charles Leclerc obtient sa neuvième pole position en 2022, la dix-huitième de sa carrière. Il est accompagné en première ligne par Sergio Pérez. Hamilton, troisième, devance Carlos Sainz Jr. en deuxième ligne ; Fernando Alonso se hisse en troisième ligne aux côtés de Lando Norris. Pierre Gasly, septième, part devant Max Verstappen qui a dû avorter son dernier tour à cause d'un manque d'essence dans son réservoir alors qu'il avait battu les records des deux premiers secteurs ; la cinquième ligne est composée de Kevin Magnussen et Yuki Tsunoda.
Après Monaco, Sergio Pérez remporte sa seconde victoire de la saison, la quatrième de sa carrière. Sur un autre tracé urbain, il s'impose, au bout des deux heures maximales règlementaires, en menant l'intégralité de l'épreuve et en surmontant trois procédures de voiture de sécurité virtuelle, deux sorties de la Safety-Car et une pénalité de cinq secondes pour avoir laissé trop d'écart derrière elle. Le départ du Grand Prix est retardé d'une heure en raison d'une grosse averse et les pilotes roulent en pneus intermédiaires jusqu'à la mi-course puis passent les slicks dans les spécifications medium ou tendres. Le podium se décide dès l'extinction des feux lorsque le Mexicain prend un meilleur départ que Leclerc, en pole position, qui n'aura ni l'occasion de lui contester la victoire ni celle de conserver un écart inférieur à cinq secondes en fin de course dans la perspective de profiter de la pénalité infligée à son rival. Quatrième sur la grille, Carlos Sainz profite du mauvais départ d'Hamilton pour passer le premier virage au troisième rang et le garder jusqu'au bout. 
Max Verstappen qui pouvait remporter un deuxième titre mondial à Singapour, va de déconvenue en déconvenue ; il déclenche malencontreusement son système anti-calage au départ et se retrouve douzième à l'issue du premier tour. Remonté au cinquième rang, il perd patience derrière Lando Norris et, au trente-neuvième passage, après une attaque précipitée, tire tout droit dans l'échappatoire en faisant un méplat sur ses pneus, l'obligeant à rentrer au stand dont il ressort dernier. Il parvient finalement à prendre les points de la septième place, en dépassant Hamilton puis Sebastian Vettel dans les derniers tours. Norris et son coéquipier Daniel Ricciardo, en jouant parfaitement avec les différentes neutralisations, tirent leur épingle du jeu en se classant quatrième et cinquième, permettant à McLaren de reprendre à Alpine, dont aucune voiture n'est à l'arrivée, vingt-deux points et la quatrième place du championnat des constructeurs. 
La course est également très difficile pour Lewis Hamilton, qui avoue n'avoir jamais trouvé l'adhérence avec sa W13, la plantant dans les barrières TechPro au trente-troisième tour pour péniblement rallier l'arrivée à la neuvième position. Devant lui, outre Verstappen, figurent les deux Aston Martin AMR22 de Lance Stroll (solide sixième, son meilleur résultat de la saison) et Sebastian Vettel (huitième). Pierre Gasly, qui a perdu le bénéfice de sa position sur la grille en anticipant trop son arrêt au stand, se contente du point de la dixième place.
Au championnat du monde, Verstappen (341 points) a 104 unités d'avance sur Leclerc (237 points) et 106 sur Pérez (235 points). Alors que le Néerlandais peut être sacré dès le Grand Prix du Japon, seuls Leclerc et son coéquipier Pérez restent en lice pour le titre. Russell (203 points) quatrième voit fondre son avance sur Sainz (202 points). Hamilton (170 points) est sixième devant Norris (100 points) ; plus loin, Ocon (66 points) est suivi par Alonso (59 points) et Bottas (46 points). Chez les constructeurs, Red Bull Racing (576 points) fonce vers son cinquième titre constructeurs (après ceux obtenus de 2010 à 2013) alors qu'au deuxième rang Ferrari (439 points) augmente sa marge sur Mercedes (373 points). McLaren (129 points) subtilise la quatrième place à Alpine (125 points). Le sixième rang reste en jeu entre Alfa Romeo (52 points), Aston Martin (37 points) ainsi qu'AlphaTauri et Haas (34 points chacun). Williams ferme la marche avec 6 points.

## Contexte avant la course
Alors qu'il reste six courses à disputer, Max Verstappen (335 points) dispose d'une avance de 116 unités sur Charles Leclerc, de 125 sur Sergio Pérez, de 132 sur George Russell et de 148 sur Carlos Sainz Jr., les derniers pilotes en lice pour le titre. Le Grand Prix de Singapour est la première occasion pour le Néerlandais de coiffer la couronne, la concurrence ne pouvant marquer au maximum que 164 points (26 points par Grand Prix avec le meilleur tour en course auquel il faut ajouter les 8 points du vainqueur du sprint à Interlagos).
Verstappen peut être sacré champion du monde dès Singapour si son avance sur son plus proche poursuivant est de 138 points.  Si la saison s'achevait à égalité de points, Verstappen serait titré au nombre de victoires. 
Le Néerlandais sera sacré, pour la deuxième fois consécutive, dès le soir du 2 octobre :
- s'il remporte la course en réalisant le meilleur tour tandis que Leclerc termine au mieux huitième et que Pérez termine au mieux quatrième ;
- s'il remporte la course tandis que Leclerc termine au mieux neuvième ou dixième avec le meilleur tour et que Pérez termine au mieux quatrième ;
- s'il remporte la course tandis que Leclerc termine au mieux neuvième et Pérez cinquième avec le meilleur tour[7],[8].

## Pneus disponibles
| Pneus pour piste sèche | Pneus pour piste sèche | Pneus pour piste sèche | Pneus pluie    | Pneus pluie |
| ---------------------- | ---------------------- | ---------------------- | -------------- | ----------- |
| Durs (Type C3)         | Medium (Type C4)       | Tendres (Type C5)      | Intermédiaires | Pluie       |

## Essais libres

### Première séance, le vendredi de 18 h à 19 h
| Pos. | Pilote           | Voiture  | Chrono         | Écart     |
| ---- | ---------------- | -------- | -------------- | --------- |
| 1    | Lewis Hamilton   | Mercedes | 1 min 43 s 033 |           |
| 2    | Max Verstappen   | Red Bull | 1 min 43 s 117 | + 0 s 084 |
| 3    | Charles Leclerc  | Ferrari  | 1 min 43 s 435 | + 0 s 402 |
| 4    | Sergio Pérez     | Red Bull | 1 min 43 s 839 | + 0 s 806 |
| 5    | George Russell   | Mercedes | 1 min 44 s 066 | + 1 s 033 |
| 6    | Carlos Sainz Jr. | Ferrari  | 1 min 44 s 138 | + 1 s 105 |

### Deuxième séance, le vendredi de 21 h à 22 h
| Pos. | Pilote           | Voiture        | Chrono         | Écart     |
| ---- | ---------------- | -------------- | -------------- | --------- |
| 1    | Carlos Sainz Jr. | Ferrari        | 1 min 42 s 587 |           |
| 2    | Charles Leclerc  | Ferrari        | 1 min 42 s 795 | + 0 s 208 |
| 3    | George Russell   | Mercedes       | 1 min 42 s 911 | + 0 s 324 |
| 4    | Max Verstappen   | Red Bull       | 1 min 42 s 926 | + 0 s 339 |
| 5    | Lewis Hamilton   | Mercedes       | 1 min 43 s 182 | + 0 s 595 |
| 6    | Esteban Ocon     | Alpine-Renault | 1 min 43 s 412 | + 0 s 825 |

### Troisième séance, le samedi de 18 h à 19 h
| Pos. | Pilote           | Voiture               | Chrono         | Écart     |
| ---- | ---------------- | --------------------- | -------------- | --------- |
| 1    | Charles Leclerc  | Ferrari               | 1 min 57 s 782 |           |
| 2    | Max Verstappen   | Red Bull              | 1 min 58 s 308 | + 0 s 526 |
| 3    | Carlos Sainz Jr. | Ferrari               | 1 min 58 s 848 | + 1 s 066 |
| 4    | Fernando Alonso  | Alpine-Renault        | 1 min 59 s 429 | + 1 s 647 |
| 5    | Sergio Pérez     | Red Bull              | 1 min 59 s 526 | + 1 s 744 |
| 6    | Lance Stroll     | Aston Martin-Mercedes | 2 min 00 s 373 | + 2 s 591 |

- Les qualifications des W Series ayant été perturbées par des pluies torrentielles, la direction de course juge que les conditions météorologiques ne permettent pas de lancer les pilotes en piste, l'asphalte étant jugé impraticable. Pour autant, le chronomètre est déclenché alors que la voie des stands reste fermée. La voiture de sécurité sort peu avant la mi-séance pour évaluer les conditions et valider le lancement officiel de la troisième séance d'essais[13],[14].

## Séance de qualifications

### Résultats des qualifications
| Pos.                                                                                      | Pilote           | Écurie                | Qualifications 1 | Qualifications 2 | Qualifications 3 |
| ----------------------------------------------------------------------------------------- | ---------------- | --------------------- | ---------------- | ---------------- | ---------------- |
| 1                                                                                         | Charles Leclerc  | Ferrari               | 1 min 54 s 129   | 1 min 52 s 343   | 1 min 49 s 412   |
| 2                                                                                         | Sergio Pérez     | Red Bull              | 1 min 54 s 404   | 1 min 52 s 818   | 1 min 49 s 434   |
| 3                                                                                         | Lewis Hamilton   | Mercedes              | 1 min 53 s 161   | 1 min 52 s 691   | 1 min 49 s 466   |
| 4                                                                                         | Carlos Sainz Jr. | Ferrari               | 1 min 54 s 559   | 1 min 53 s 219   | 1 min 49 s 583   |
| 5                                                                                         | Fernando Alonso  | Alpine-Renault        | 1 min 55 s 360   | 1 min 53 s 127   | 1 min 49 s 966   |
| 6                                                                                         | Lando Norris     | McLaren-Mercedes      | 1 min 55 s 914   | 1 min 53 s 942   | 1 min 50 s 584   |
| 7                                                                                         | Pierre Gasly     | AlphaTauri-Red Bull   | 1 min 55 s 606   | 1 min 53 s 546   | 1 min 51 s 211   |
| 8                                                                                         | Max Verstappen   | Red Bull              | 1 min 53 s 057   | 1 min 52 s 723   | 1 min 51 s 395   |
| 9                                                                                         | Kevin Magnussen  | Haas-Ferrari          | 1 min 55 s 103   | 1 min 54 s 006   | 1 min 51 s 573   |
| 10                                                                                        | Yuki Tsunoda     | AlphaTauri-Red Bull   | 1 min 55 s 314   | 1 min 53 s 848   | 1 min 51 s 983   |
| 11                                                                                        | George Russell   | Mercedes              | 1 min 54 s 633   | 1 min 54 s 012   |                  |
| 12                                                                                        | Lance Stroll     | Aston Martin-Mercedes | 1 min 55 s 629   | 1 min 54 s 211   |                  |
| 13                                                                                        | Mick Schumacher  | Haas-Ferrari          | 1 min 55 s 736   | 1 min 54 s 370   |                  |
| 14                                                                                        | Sebastian Vettel | Aston Martin-Mercedes | 1 min 55 s 602   | 1 min 54 s 380   |                  |
| 15                                                                                        | Zhou Guanyu      | Alfa Romeo-Ferrari    | 1 min 55 s 375   | 1 min 55 s 518   |                  |
| 16                                                                                        | Valtteri Bottas  | Alfa Romeo-Ferrari    | 1 min 56 s 083   |                  |                  |
| 17                                                                                        | Daniel Ricciardo | McLaren-Mercedes      | 1 min 56 s 226   |                  |                  |
| 18                                                                                        | Esteban Ocon     | Alpine-Renault        | 1 min 56 s 337   |                  |                  |
| 19                                                                                        | Alexander Albon  | Williams-Mercedes     | 1 min 56 s 985   |                  |                  |
| 20                                                                                        | Nicholas Latifi  | Williams-Mercedes     | 1 min 57 s 532   |                  |                  |
| Temps minimal à réaliser pour la qualification : 2 min 00 s 970 (107 % de 1 min 53 s 057) |                  |                       |                  |                  |                  |

### Grille de départ
- George Russell, auteur du onzième temps, est équipé d'une nouvelle unité de puissance et dépasse son quota. Automatiquement relégué sur la dernière place de la grille, son équipe choisit dès lors d'enfreindre la règle du parc fermé entre qualifications et course pour peaufiner les réglages. Il s'élance donc depuis la voie des stands[16].

## Course

### Classement de la course
| Pos. | no | Pilote           | Écurie                | Tours | Temps/Abandon                                             | Grille  | Points |
| ---- | -- | ---------------- | --------------------- | ----- | --------------------------------------------------------- | ------- | ------ |
| 1    | 11 | Sergio Pérez     | Red Bull              | 59    | 2 h 02 min 20 s 238 (dont 5 s de pénalité) (146,438 km/h) | 2       | 25     |
| 2    | 16 | Charles Leclerc  | Ferrari               | 59    | + 2 s 595                                                 | 1       | 18     |
| 3    | 55 | Carlos Sainz Jr. | Ferrari               | 59    | + 10 s 305                                                | 4       | 15     |
| 4    | 4  | Lando Norris     | McLaren-Mercedes      | 59    | + 21 s 133                                                | 6       | 12     |
| 5    | 3  | Daniel Ricciardo | McLaren-Mercedes      | 59    | + 53 s 282                                                | 16      | 10     |
| 6    | 18 | Lance Stroll     | Aston Martin-Mercedes | 59    | + 56 s 330                                                | 11      | 8      |
| 7    | 1  | Max Verstappen   | Red Bull              | 59    | + 58 s 825                                                | 8       | 6      |
| 8    | 5  | Sebastian Vettel | Aston Martin-Mercedes | 59    | + 1 min 00 s 032                                          | 13      | 4      |
| 9    | 44 | Lewis Hamilton   | Mercedes              | 59    | + 1 min 01 s 515                                          | 3       | 2      |
| 10   | 10 | Pierre Gasly     | AlphaTauri-Red Bull   | 59    | + 1 min 09 s 576                                          | 7       | 1      |
| 11   | 77 | Valtteri Bottas  | Alfa Romeo-Ferrari    | 59    | + 1 min 28 s 844                                          | 15      |        |
| 12   | 20 | Kevin Magnussen  | Haas-Ferrari          | 59    | + 1 min 32 s 610                                          | 9       |        |
| 13   | 47 | Mick Schumacher  | Haas-Ferrari          | 58    | + 1 tour                                                  | 12      |        |
| 14   | 63 | George Russell   | Mercedes              | 57    | + 2 tours                                                 | Pitlane |        |
| Abd. | 22 | Yuki Tsunoda     | AlphaTauri-Red Bull   | 34    | Sortie de piste                                           | 10      |        |
| Abd. | 31 | Esteban Ocon     | Alpine-Renault        | 26    | Moteur                                                    | 17      |        |
| Abd. | 23 | Alexander Albon  | Williams-Mercedes     | 25    | Dégâts                                                    | 18      |        |
| Abd. | 14 | Fernando Alonso  | Alpine-Renault        | 20    | Moteur                                                    | 5       |        |
| Abd. | 6  | Nicholas Latifi  | Williams-Mercedes     | 7     | Accrochage                                                | 19      |        |
| Abd. | 24 | Zhou Guanyu      | Alfa Romeo-Ferrari    | 6     | Accrochage                                                | 14      |        |

### Pole position et record du tour
- Pole position :  Charles Leclerc (Ferrari) en 1 min 49 s 412 (166,589 km/h)[18].
- Meilleur tour en course :  George Russell (Mercedes) en 1 min 46 s 458 (171,211 km/h) ; quatorzième de la course, il ne peut prétendre à l'obtention du point bonus[19].

### Tours en tête
- Sergio Pérez (Red Bull) : 59 tours (1-59)[20]

## Classements généraux à l'issue de la course
| Pos. | Pilote           | Écurie                | Points |
| ---- | ---------------- | --------------------- | ------ |
| 1    | Max Verstappen   | Red Bull              | 341    |
| 2    | Charles Leclerc  | Ferrari               | 237    |
| 3    | Sergio Pérez     | Red Bull              | 235    |
| 4    | George Russell   | Mercedes              | 203    |
| 5    | Carlos Sainz Jr. | Ferrari               | 202    |
| 6    | Lewis Hamilton   | Mercedes              | 170    |
| 7    | Lando Norris     | McLaren-Mercedes      | 100    |
| 8    | Esteban Ocon     | Alpine-Renault        | 66     |
| 9    | Fernando Alonso  | Alpine-Renault        | 59     |
| 10   | Valtteri Bottas  | Alfa Romeo-Ferrari    | 46     |
| 11   | Daniel Ricciardo | McLaren-Mercedes      | 29     |
| 12   | Sebastian Vettel | Aston Martin-Mercedes | 24     |
| 13   | Pierre Gasly     | AlphaTauri-Red Bull   | 23     |
| 14   | Kevin Magnussen  | Haas-Ferrari          | 22     |
| 15   | Lance Stroll     | Aston Martin-Mercedes | 13     |
| 16   | Mick Schumacher  | Haas-Ferrari          | 12     |
| 17   | Yuki Tsunoda     | AlphaTauri-Red Bull   | 11     |
| 18   | Zhou Guanyu      | Alfa Romeo-Ferrari    | 6      |
| 19   | Alexander Albon  | Williams-Mercedes     | 4      |
| 20   | Nyck de Vries    | Williams-Mercedes     | 2      |

| Pos. | Écurie                | Points |
| ---- | --------------------- | ------ |
| 1    | Red Bull              | 576    |
| 2    | Ferrari               | 439    |
| 3    | Mercedes              | 373    |
| 4    | McLaren-Mercedes      | 129    |
| 5    | Alpine-Renault        | 125    |
| 6    | Alfa Romeo-Ferrari    | 52     |
| 7    | Aston Martin-Mercedes | 37     |
| 8    | AlphaTauri-Red Bull   | 34     |
| 9    | Haas-Ferrari          | 34     |
| 10   | Williams-Mercedes     | 6      |

## Statistiques
Le Grand Prix de Singapour 2022 représente 
- la 18e pole position de Charles Leclerc (toutes obtenues avec Ferrari), sa neuvième de la saison[23] ;
- la 4e victoire de Sergio Pérez, sa seconde de la saison et la première en menant la course de bout en bout[24],[25] ;
- la 88e victoire de Red Bull[26] ;
- la 13e victoire de Red Bull en tant que motoriste[27] ;
- le 800e Grand Prix pour Williams en tant que constructeur[28]
- le 350e départ de Fernando Alonso qui devient le pilote comptant le plus de départs en Formule 1 devant Kimi Räikkönen[29].

Au cours de ce Grand Prix :
- Sergio Pérez est élu « Pilote du jour » à l'issue d'un vote organisé sur le site officiel de la Formule 1[30] ;
- Daniel Ricciardo passe la barre des 1 300 points inscrits en Formule 1 (1 303 points)[31] ;
- Derek Warwick (146 départs en Grands Prix entre 1981 et 1993, quatre podiums, 71 points inscrits) est nommé conseiller par la FIA pour aider dans leurs jugements le groupe des commissaires de course[32].